# Rappsmälingen
Rappsmälingen är en sjö i Falu kommun i Dalarna och ingår i Dalälvens huvudavrinningsområde. Sjön är 21 meter djup, har en yta på 0,461 kvadratkilometer och befinner sig 171,1 meter över havet. Sjön avvattnas av vattendraget Bollnäsbäcken. Vid provfiske har bland annat abborre, braxen, gers och gädda fångats i sjön.

## Delavrinningsområde
Rappsmälingen ingår i det delavrinningsområde (673372-148180) som SMHI kallar för Utloppet av Rappsmälingen. Medelhöjden är 195 meter över havet och ytan är 4,53 kvadratkilometer. Det finns inga avrinningsområden uppströms utan avrinningsområdet är högsta punkten. Bollnäsbäcken som avvattnar avrinningsområdet har biflödesordning 4, vilket innebär att vattnet flödar genom totalt 4 vattendrag innan det når havet efter 242 kilometer. Avrinningsområdet består mestadels av skog (62 procent). Avrinningsområdet har 0,53 kvadratkilometer vattenytor vilket ger det en sjöprocent på 11,7 procent. Bebyggelsen i området täcker en yta av 0,52 kvadratkilometer eller 11 procent av avrinningsområdet.

## Fisk
Vid provfiske har följande fisk fångats i sjön:
- Abborre
- Braxen
- Gärs
- Gädda
- Löja
- Mört